# Bebrina
Bebrina è un comune della Croazia di 3 541 abitanti della regione di Brod e della Posavina.